# 日龍峰寺
日龍峰寺（にちりゅうぶじ）は、岐阜県関市下之保にある標高434メートルの高澤山中腹にある高野山真言宗の寺院。山号は大日山。高澤観音とも呼ばれる。

## 歴史
寺伝によれば、5世紀前半の仁徳天皇の時代、美濃国に日本書紀にも登場する両面宿儺（りょうめんすくな）という豪族がいたとされる。
両面宿儺がこの地方に被害を及ぼしていた龍神を退治し、龍神の住んでいたこの山に祠を建立したのが始まりと伝わる。飛騨地方では、高山市の千光寺も両面宿儺の開山とされるほか、善久寺にも両面宿儺の伝説が残る。
日龍峰寺では、両面宿儺像の御開帳が、年に一度毎年11月の第3日曜日にされる。
鎌倉時代、北条政子によって再興されたと伝えられている。
室町時代、応仁の乱によって多宝塔を残し堂宇の大半を焼失した。その後、江戸時代になって現在の伽藍が整えられた。
また本堂が京都の清水寺本堂に似た舞台造り（懸崖造）であることから「美濃清水」との異名がある。
本尊は千手観音菩薩。美濃三十三観音霊場第一番札所（かつては第二十五番札所）。中濃八十八ヶ所霊場六十一番札所。

## 伽藍
- 仁王門 - 享保3年（1718年）建造。
- 本堂 - 江戸時代前期の寛文10年（1670年）建立。岐阜県指定重要文化財。
- 多宝塔 - 鎌倉時代後期、北条政子によって建立されたと伝えられる。重要文化財。
- 宝篋印塔（ほうきょいんとう）- 源頼朝の分骨が眠る。岐阜県指定文化財
- 鐘楼
- 千本檜
- 薬師堂
- 金毘羅堂
- 庫裡
- みたらしの霊水

## 文化財

### 重要文化財（国指定）
- 多宝塔 - 鎌倉時代後期（1275年-1332年）の建立。三間多宝塔、檜皮葺。明治34年（1901年）03月27日指定。

### 岐阜県指定文化財
- 本堂 - 江戸時代前期（1670年）の建立。
- 籠堂
- 宝篋印塔

### 関市指定文化財
- 不動明王
- 千手観音菩薩
- 毘沙門天(多聞天)
- 大日如来

### 関市天然記念物
- 千本檜

## 行事
- 1月17日：初観音
- 2月第一日曜：星まつり
- 4月上旬：桜まつり
- 8月17日：千日供養
- 10月17日：紅葉まつり

## 所在地
- 岐阜県関市下之保4585

## アクセス
- 関市街地より、岐阜県道58号関金山線で車で20分。
- 東海環状自動車道富加関インターチェンジより車で10分。